# Сан Сиро ди Ториле (Парма)
Сан Сиро ди Ториле је насеље у Италији у округу Парма, региону Емилија-Ромања.
Према процени из 2011. у насељу је живело 18 становника. Насеље се налази на надморској висини од 32 м.